# بلدن
بلدن (انگلیسی: Belden) شرکت الکترونیک آمریکایی است، که در سال ۱۹۰۲ تأسیس شد.